# Wattwil
Wattwil je obec (malé město) na východě Švýcarska v kantonu St. Gallen. Žije zde  obyvatel.

## Geografie
Wattwil se nachází v oblasti Toggenburg, na půli cesty mezi městy Wil a Wildhaus, a je druhou největší obcí v Toggenburgu co do počtu obyvatel.
Obec leží v nadmořské výšce přibližně 610 metrů nad mořem na řece Thur. Nejvyšším bodem ve Wattwilu je vrch Tweralpspitz ve výšce 1332 m n. m., nejnižší bod v obci je ve výšce 590 m n. m. Sousedními obcemi jsou Mosnang, Bütschwil-Ganterschwil, Lichtensteig, Neckertal, Ebnat-Kappel, Gommiswald a Eschenbach.
K obci patří obce Wattwil, Ricken a vesnice a osady Bleiken, Scheftenau, Bunt, Hochsteig, Chrummbach/Heiterswil, Hummelwald, Schönenberg, Steintal, Laad, Ulisbach, Schmidberg a Hänsenberg. Od 1. ledna 2013 byla k Wattwilu připojena také obec Krinau.

## Historie

Letecký pohled (1919)

Dnešní obec Wattwil je poprvé doložena jako „Wattinwilare“, což lze interpretovat jako statek alemanského osadníka jménem „Watto“. Tyto listiny z roku 897 informují o pozemcích ve vlastnictví kláštera St. Gallen, jehož roční výnos z úroků musel být odváděn kostelu svatého Ondřeje ve „Wattwinwilare“. Wattwil, poprvé zmiňovaný jako Meierhof v roce 903, tvořil centrum klášterní správy nad takzvanými Gotteshausleute ve střední části oblasti Toggenburg. Ne všichni obyvatelé Toggenburgu však podléhali klášteru St. Gallen jako poddaní: někteří učedníci byli poddanými hrabat z Toggenburgu. Obě skupiny měly vlastní politické struktury a vlastní dvůr. Dnes jsou po obou skupinách pojmenovány dvě ulice.
Kolem roku 1230 nechal knížecí ministeriál Heinrich von Iberg postavit hrad Iberg. Ten byl zničen během appenzellských válek a znovu postaven v roce 1408. Jako sídlo knížecích zřízenců sloužil až do roku 1805. V roce 1468 nakonec celé hrabství Toggenburg (poslední toggenburský hrabě Fridrich VII. zemřel v roce 1436 bez dědiců) koupilo opatství v St. Gallenu. Klášterní panovníci poté sjednotili různé poddanské vztahy a zrovnoprávnili lid Božího domu a hraběcí dvorské učedníky. Od té doby zahrnoval wattwilský dvůr velké části dnešních obcí Ebnat-Kappel až Bütschwil. Dnešní hřbitov u wattwilského kostela pak sloužil jako zemské shromaždiště a válečné shromaždiště a také jako místo, kde opati vzdávali hold.

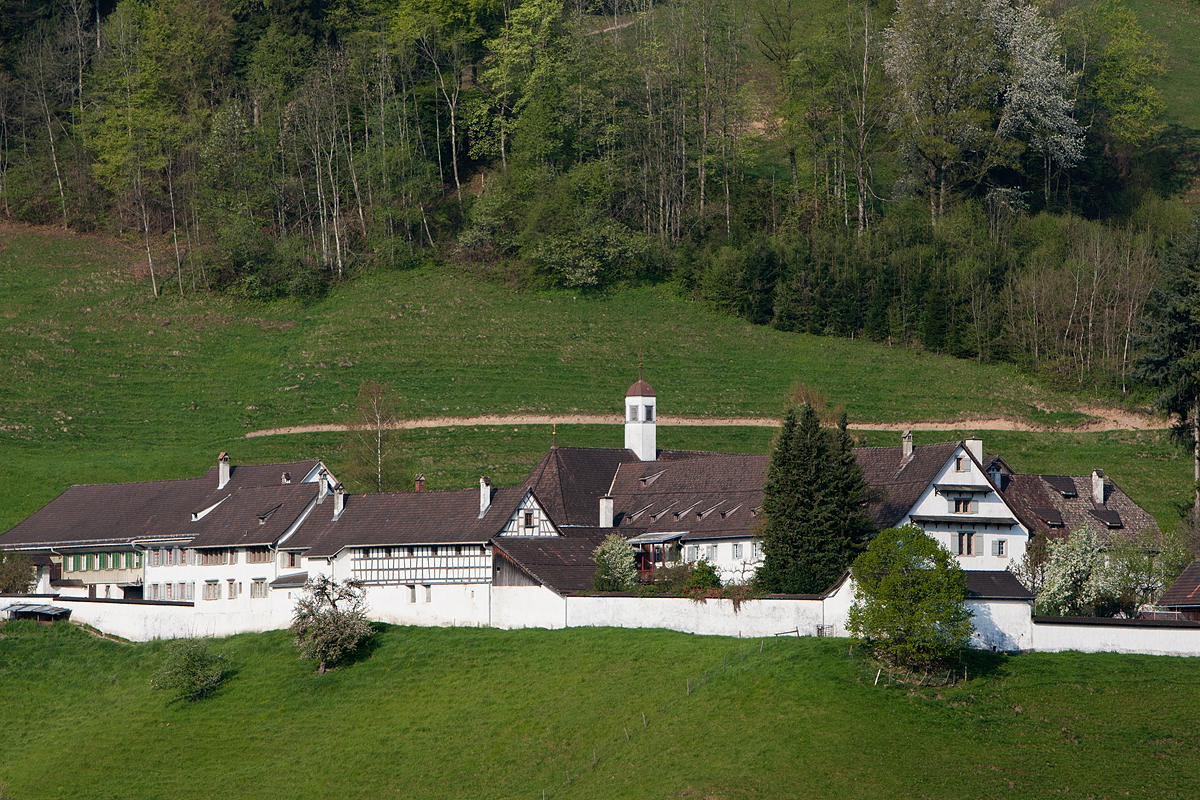
Klášter Wattwil

V roce 1529 zavedl ve Wattwilu reformaci farář Mauriz Miles z Lichtensteigu. Obyvatelstvo, které náboženské novoty podporovalo velkou většinou, dokázalo na následujících zemských sněmech zvítězit nad katolickým opatem. Katolické bohoslužby byly znovu zavedeny až v roce 1593. Wattwilský kostel byl až do výstavby nového katolického kostela v letech 1967/68 využíván oběma vyznáními rovnoměrně.
V roce 1621 byl na Wenkenrüti postaven kapucínský klášter Panny Marie Andělské. Po ničivém požáru předchozího areálu na Pfannereggu vznikl v bezprostřední blízkosti Wattwilu zachovalý klášterní komplex s vrcholně barokním klášterním kostelem. Kapucínské jeptišky klášter opustily v roce 2010.
V 17. století chtělo opatství St. Gallen rozšířit vozovou cestu přes průsmyk Rickenpass na moderní silnici, aby zajistilo lepší spojení mezi St. Gallenem a katolickým centrálním Švýcarskem. Obyvatelé Wattwilu, z nichž většina byla reformovaná, proto odmítli práci, což vyvolalo Toggenburské nepokoje (1699–1712) a vedlo k další válce. Silnice přes Rickenpass byla nakonec postavena až v roce 1786.
Po skončení vlády knížete-opata ze St. Gallenu získal Toggenburg 1. ledna 1798 nezávislost, kterou mu udělil poslední knížecí správce Karl von Müller-Friedberg. Krátce poté však vznikla Helvétská republika, která k sobě Toggenburg brzy připojila. Wattwil a Untertoggenburg patřily k nově vytvořenému kantonu Säntis, zatímco Obertoggenburg ke kantonu Linth. V roce 1803 byl Toggenburg sjednocen a přiřazen k nově vytvořenému kantonu St. Gallen.
V letech 1907 až 1914 byl upraven tok řeky Thur protékající Wattwilem. Tuto korekci Thuru naplánoval Arnold Sonderegger a přinesla značné zlepšení pro rozvoj obce. Údolní nivy, které byly dříve nedostatečně chráněny před povodněmi, mohly být nyní intenzivněji obdělávány. V roce 1983 byla provedena další korekce toku řeky.

## Hospodářství
Tradiční tkalcovství lnu, které bylo v Toggenburgu velmi rozšířené, bylo od roku 1750 nahrazeno výrobou bavlny. V 19. století začalo ve Wattwilu pracovat více než deset firem. Zvláštní význam měly firmy Abrahama a Johanna Rudolfa Raschleových a Johanna Georga Anderegga. V roce 1881 byla ve Wattwilu založena Toggenburská tkalcovská škola, z níž později vznikla Švýcarská textilní vysoká škola. Ve 20. století získala mimořádný význam společnost Heberlein & Co (později Gurit-Heberlein AG), která působila v oblasti potisku a barvení textilu. Tato společnost na barvení příze, kterou v roce 1835 založil Georg Philipp Heberlein, se později ve 20. století stala jednou z nejvýznamnějších švýcarských textilních společností a byla celosvětově známá díky vývoji syntetického vlákna Helanca. Společnost Heberlein byla největším zaměstnavatelem v regionu a hrála významnou roli při utváření ekonomiky a charakteru Wattwilu. Vzhledem k tomu, že se textilní průmysl ve východním Švýcarsku stále více propadal do krize, byla společnost v roce 2001 uzavřena.

## Doprava

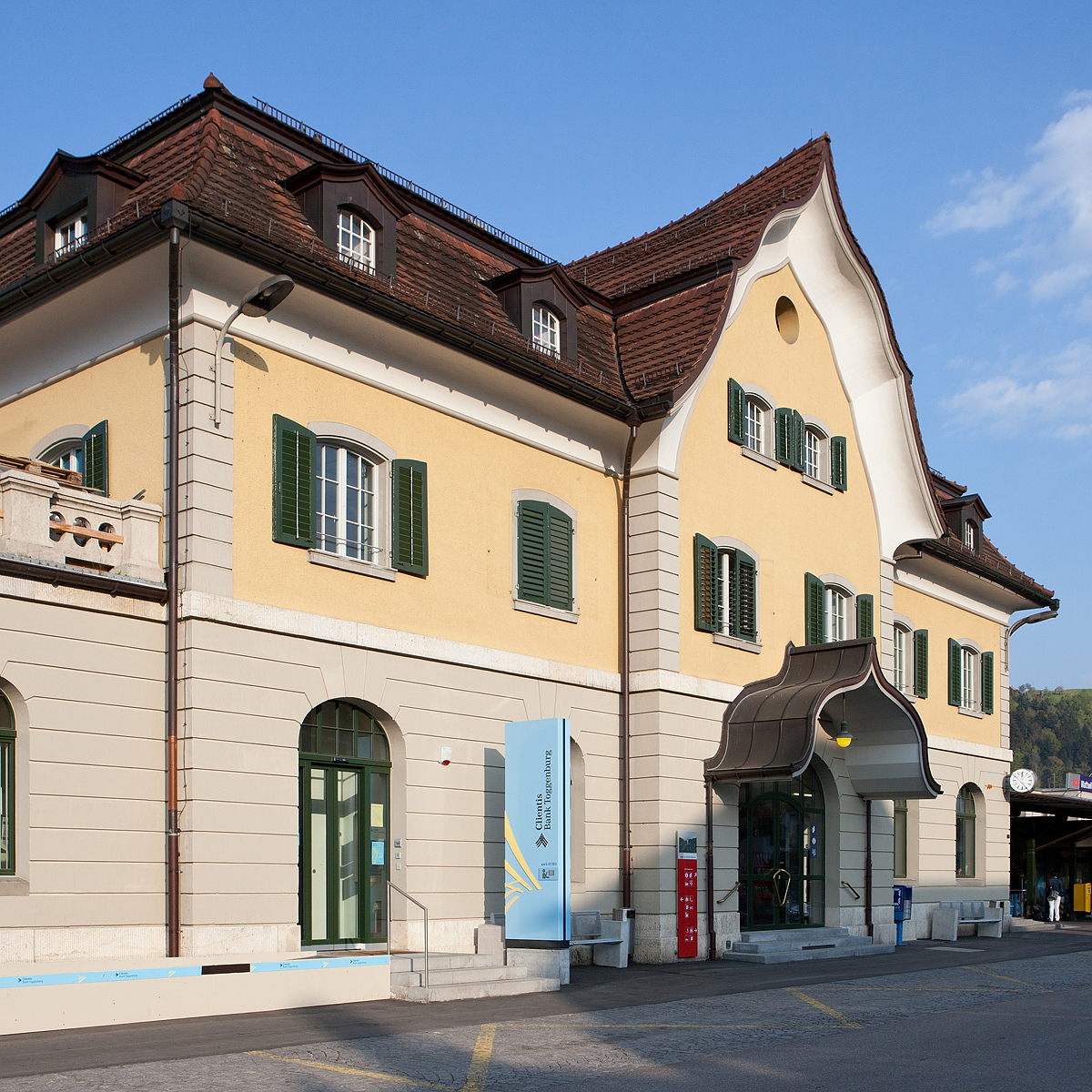
Železniční stanice Wattwil

Wattwil je obsluhován železnicí od 24. června 1870, kdy byl zahájen provoz Toggenburské dráhy na trati Wil-Ebnat-Kappel. Když 1. října 1910 otevřela společnost Bodensee-Toggenburg-Bahn (BT) společně trať Romanshorn – St. Gallen – Wattwil a zároveň Švýcarské spolkové dráhy (SBB) Rickenskou trať Wattwil–Uznach, stal se Wattwil železničním uzlem Toggenburgu. Dne 1. října 1912 BT otevřela prodloužení Toggenburské dráhy z Ebnat-Kappel do Horního Toggenburgu, do Nesslau-Neu St. Johann.
Wattwil je každou hodinu spojen s městy St. Gallen a Rapperswil-Lucern vlakem Voralpenexpress. V regionální dopravě jezdí do Wattwilu linky S4, S8 a S9 systému linek St. Gallen S-Bahn. Linka St. Gallen – Wattwil – Nesslau-Neu St. Johann se stanicí Wattwil je v současnosti ve vlastnictví Schweizerische Südostbahn (SOB), zatímco linka Wattwil – Uznach – Rapperswil je provozována SBB.